# 奉綏來特章
奉綏來特章（阿拉伯语：‎，意指「詳細說明」） 是古兰经的第41章，本章中共有54個節。本章是古蘭經中章首具有縮寫字母穆卡塔的29個章之一，其穆卡塔為‎（Ḥā Mīm）。古蘭經中，赦宥者章（第40章）、金飾章（第43章）、煙霧章（第44章）、屈膝章（第45章）與沙丘章（第46章）的穆卡塔亦為‎（Ḥā Mīm），而協商章（第42章）的穆卡塔則是‎（Ḥā Mīm, Ain Sīn Qāf），也是以‎（Ḥā Mīm）開頭，傳統伊斯蘭文獻將此六章與奉綏來特章合稱「Ḥawāmīm」。